# Ferrovia nazionale svizzera
La Ferrovia nazionale svizzera (FNS; in tedesco Schweizerische Nationalbahn o SNB) è stata una compagnia ferroviaria della Svizzera che ha operato dal 1875 al 1878, anno in cui è stata incorporata nella Ferrovia svizzera del nord-est.

## Storia

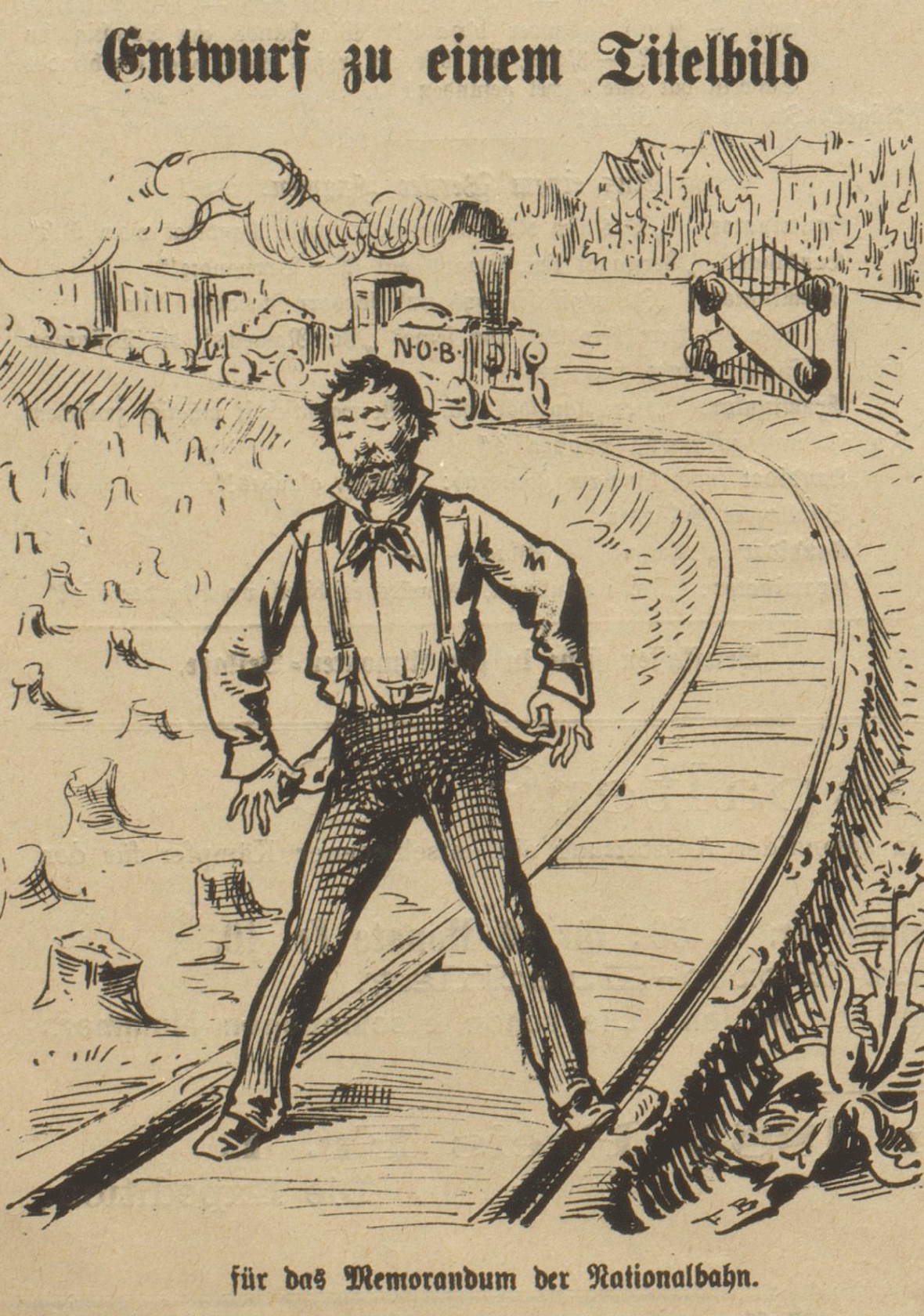
Una caricatura apparsa sul periodico satirico Der Nebelspalter sul fallimento della FNS: un uomo con le tasche vuote sta per essere travolto da un treno della Ferrovia del Nord-Est. 21 gennaio 1882.

La compagnia nacque nel 1875 dalla fusione delle compagnie Winterthur-Singen-Kreuzlingen e Winterthur-Zofingen per iniziativa degli ambienti democratici di Winterthur riuniti attorno a Johann Jakob Sulzer e Theodor Ziegler. Concepita come nuova trasversale dell'Altopiano, tra il lago di Costanza e il Lemano, e finanziata dai comuni e dai cantoni, la FNS fu creata nell'intento di combattere il monopolio delle ferrovie private, in particolare il predominio della Ferrovia del Nord-Est, sostenuta dai radicali e con sede a Zurigo.
Fin dall'inizio la FNS, la cui rete si estendeva lungo l'asse Singen-Winterthur in regioni scarsamente popolate e discoste dai grandi centri economici, fu confrontata con problemi finanziari dovuti, fra l'altro, a una pianificazione sbagliata dei tracciati. In base alla teoria della maggior redditività possibile sviluppata da Theodor Ziegler, le linee non percorrevano le valli, ma ne tagliavano il maggior numero possibile. Ulteriori difficoltà sorsero dalle manovre di disturbo delle ferrovie concorrenti, che, ottenendo concessioni per nuove linee, impedirono alla FNS di realizzare il collegamento con Zurigo, già progettato.
Nemmeno il prolungamento della rete fino a Zofingen riuscì a evitare la liquidazione coatta nel 1878. La Ferrovia del Nord-Est rilevò la massa fallimentare nel 1880 a un prezzo pari al 12,4% dei costi di costruzione e di esercizio. Winterthur, Baden, Lenzburg e Zofingen risentirono fino al XX secolo delle conseguenze finanziarie di questo fallimento.

## Linee
Le linee aperte dalla FNS furono:

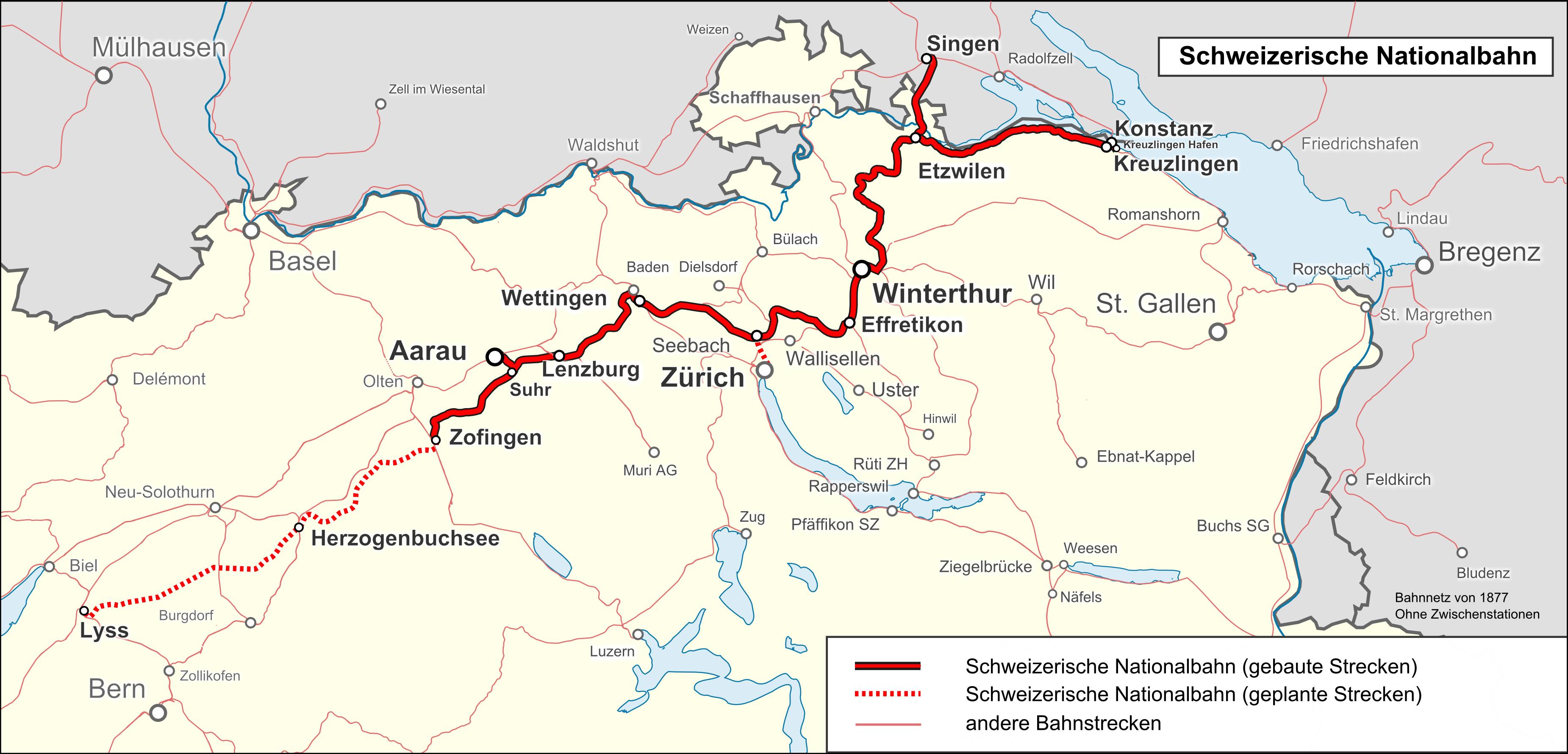
Mappa della rete FNS. In rosso le linee costruite; tratteggiate le linee progettate Seebach-Zurigo e Zofingen-Lyss

- Costanza-Etzwilen con diramazione Kreuzlingen-Kreuzlingen Hafen (17 luglio 1875);
- Winterthur-Etzwilen (17 luglio 1875);
- Etzwilen-Singen (17 luglio 1875);
- Baden-Lenzburg-Zofingen (6 settembre 1877);
- Aarau-Suhr (6 settembre 1877);
- Winterthur-Effretikon-Otelfingen-Baden (15 ottobre 1877).